# Ritka búza, ritka árpa, ritka rozs
A Ritka búza, ritka árpa, ritka rozs egy ismeretlen eredetű csárdás a XIX. század elejéről. Eredetileg szöveg nélküli hangszeres dallam lehetett.
Feldolgozás:
| Szerző        | Mire          | Mű                    |
| ------------- | ------------- | --------------------- |
| Farkas Ferenc | ének, zongora | 50 csárdás, 29. kotta |

## Kotta és dallam
Ritka búza, ritka árpa, ritka rozs,

ritka kislány, aki takaros.

Lám az enyém, lám az enyém takaros,

icike, picike, nem magos.

Hej, te kislány, kislány, kislány, csókolom a kis szádat,

ha egy kicsit nagyobb volnál, ha egy kicsit nagyobb volnál,

mindjárt megcsókolnálak.

## Felvételek
- Ritka Búza, Rita Árpa. Geschwister Bender  YouTube (2016. január 3.)  (Hozzáférés: 2017. február 16.) (videó)
- Ritka buza ritka árpa.. Tűri Antal, kísér a Pecelói tambura zenekar  YouTube (2011. augusztus 30.)  (Hozzáférés: 2017. február 16.) (videó)
- Ritka búza, ritka árpa, ritka rozs. Magyari Imre cigányzenekara  YouTube (1991. augusztus 11.)  (Hozzáférés: 2017. február 16.) (audió)
- Ritka búza, ritka árpa / Casino csárdás. Lakatos Sándor és zenekara  YouTube (1960. december 5.)  (Hozzáférés: 2017. február 16.) (audió) 1:48-ig.

## Az irodalomban
Kosztolányi Esti Kornél-történetei közt van a Cseregdi Bandi Párizsban, 1910-ben. Bandi rosszul érzi magát Párizsban, csak a párizsi magyar csárdában enged fel, és hatalmas mulatozásba fog, amikor „Boldi, a párizsi magyar cigány rázendített a Ritka árpára.”